# Esayi Abu-Muse
Esayi Abu Musa (armeni: Isaïes Abu Mushi Yeranshahik, en àrab:Isa Ibn-Istifanus) va ser un noble armeni que fou príncep del part de l'Artsakh. Esayi va governar la major part de l'Arran (Aghuània) a mitjans del segle ix i és considerat el fundador de la casa de Dizak. 

## Nom i Orígens
Abu Musa vol dir "pare de Musa (Moisès)" en àrab; en les fonts armènies té per sobrenom "el fill del sacerdot". Fonts àrabs l'anomenen també Isa ibn Yusuf (fill de Josep o Hovsep) o Isa Ibn-ukht-Istifanus  (nebot de Esteva o Stepanos), sent aquesta última una referència al seu oncle matern Stepanos-Ablasad, que segons l'historiador Arakel Babakhanian va ser un mihrànida del que Esayi va adquirir els feus després del seu assassinat el 831. Segons el mateix historiador Esayi Abu Musa era un membre de la nissaga armènia local dels aranshahíkides.

## Regnat
La successió de Esayi va tenir lloc el 841 i va romandre en el poder durant 13 anys. La majoria dels seus dominis estaven inclosos els cantons de l'Artsakh, que prèviament havien ofert una forta resistència contra Babak el khorramita. La residència d'Esayi era Ktish (Dogh), i un altre bastió important era Goroz. Les ruïnes d'aquesta castells avui es troben a prop dels llogarets Toumi i Togh a la província d'Hadrut de la República de Nagorno-Karabakh
L'historiador armeni Movses Kaghankatvatsi va descriure Esayi Abu Mussa com un "home de pau", i diu que va governar els següents cantons o comarques:
- Verín-Vaykunik, Berdzor, Sisakan, cantons occidentals de l'Artsakh vorejant Siunia a l'oest.
- Haband, Amaras, Pazkank, Mkhank, cantons del sud de l'Artsakh que voregen el riu Araxes al sud.
- Tri-Gavar, cantó del sud-est de Utik que voreja el riu Kur cap al nord-est.

## Resistència a Ktish
En 854 el Dizak va ser envaït per l'exèrcit àrab califal sota el comandament del general d'origen turc Bugha al-Kabir al-Sharabi, que prèviament ja havia als prínceps Atrnerseh I de Khatxèn, Ktrikh de Gardman i Kon-Stepanos Sevordiats de Utik. Esayi va ser assetjat al seu castell de Ktish però va quedar victoriós en 28 combats. D'acord amb l'historiador Tomàs Arzeruni l'exèrcit àrab tenia una força de 200.000 homes (cosa evidentment exagerada) i descriu una heroica resistència d'Esayi contra l'assalt de Bugha. Mushegh Bagratuní (fill de l'sparapet Simbaci, que havia estat obligat a unir-se a l'exèrcit àrab) va recitar un poema sobre aquesta batalla, comparant-lo amb la segona vinguda de Crist. 
La resistència de Ktish va durar més d'un any. Esayi escriure al califa protestant contra aquest atac i després de rebre d'ell un salconduit, se'n va anar a veure a Bugha per a converses de pau. Però Bugha traïdorament el va capturar. En 855 Esayi Abu-Muse, juntament amb tots els prínceps d'Armènia, que van ser capturats pel general Bugha, va ser exiliat a Samarra a l'Iraq.

## Descendència
- 1. Esayi Abu Musa
- 1.1 Moisès Musa
- 1.1.1 Rei Gaguik de Dizak
- 1.1.2 Princesa Sofia
- 1.1.3 Vatxagan de Goroz (Vashaqan Ibn Musa a les fonts àrabs)

La princesa Sofia va deixar una inscripció en idioma armeni a l'"Església Roja" de Toumi, que data d'abans de l'any 1000, actualment conservada al Museu Estatal d'Artsakh.